# 华合耳菊
华合耳菊（学名：Synotis sinica）是菊科合耳菊属的植物，是中国的特有植物。分布在中国大陆的贵州、四川等地，生长于海拔1,280米至2,200米的地区，多生长在山坡密林中，目前尚未由人工引种栽培。
其种加词sinica，意为“中华的”。